# De frivilliges march
De frivilliges march er Folkerepublikken Kinas nationalsang og blev nationalsang fra 27. september 1949. Teksten er af Kinas kendte digter Tian Han, mens musikken er af Kinas berømte komponist Nie Er. Sangen, som blev skrevet i 1935, handler om de kinesiske soldater der drog til det nordøstlige Kina i 1930'erne, for at bekæmpe de japanske styrker, der forsøgte at invadere landet.

## Tekst
Teksten, oversat til dansk, lyder således:
De frivilliges march
I, som nægter at være slaver, rejs jer!

Med alt vores kød og blod

lad os bygge vores nye ”Store mur”!

Det kinesiske folk befinder sig i en kritisk periode

Alle må råbe udfordringen

Rejs jer! Rejs jer! Rejs jer!

Millioner af hjerter med samme sindelag trodser fjendens våben

Marchér fremad!

Trods fjendens våben!

Marchér fremad! Marchér fremad! Marchér fremad! Marchér!